# Amsonia ludoviciana
Amsonia ludoviciana là một loài thực vật có hoa trong họ La bố ma. Loài này được Small mô tả khoa học đầu tiên năm 1903.